# Feuchtgebietskomplexe nördlich Isny
Das FFH-Gebiet Feuchtgebietskomplexe nördlich Isny liegt im Südosten von Baden-Württemberg und ist Bestandteil des europäischen Schutzgebietsnetzes Natura 2000. Es wurde 2005 durch das Regierungspräsidium Tübingen angemeldet. Mit Verordnung des Regierungspräsidiums Tübingen vom 5. November 2018 (in Kraft getreten am 11. Januar 2019), wurde das Schutzgebiet ausgewiesen. 

## Lage
Das rund 606 Hektar große Schutzgebiet Feuchtgebietskomplexe nördlich Isny liegt in den Naturräumen Riß-Aitrach-Platten und Westallgäuer Hügelland. Seine sechs Teilgebiete befinden sich in den Gemeinden Argenbühl, Isny im Allgäu und Leutkirch im Allgäu im Landkreis Ravensburg.

## Beschreibung
Der Landschaftscharakter des Schutzgebiets entspricht im Wesentlichen einer voralpinen, würmeiszeitlichen Grundmoränenlandschaft mit zahlreichen Moränenwällen und vermoorten Toteislöchern.

## Schutzzweck

### Lebensraumtypen
Folgende Lebensraumtypen nach Anhang I der FFH-Richtlinie kommen im Gebiet vor:
| EU Code | * | Lebensraumtyp (offizielle Bezeichnung)                                                                          | Kurzbezeichnung                                              |
| ------- | - | --- | ------------------------------------------------------------ |
| 3140    |   | Oligo- bis mesotrophe kalkhaltige Gewässer mit benthischer Vegetation aus Armleuchteralgen                      | Kalkreiche, nährstoffarme Stillgewässer mit Armleuchteralgen |
| 3150    |   | Natürliche eutrophe Seen mit einer Vegetation des Magnopotamions oder Hydrocharitions                           | Natürliche nährstoffreiche Seen                              |
| 3160    |   | Dystrophe Seen und Teiche                                                                                       | Natürliche Dystrophe Seen                                    |
| 3260    |   | Flüsse der planaren bis montanen Stufe mit Vegetation des Ranunculion fluitantis und des Callitricho-Batrachion | Fließgewässer mit flutender Wasservegetation                 |
| 6210    |   | Naturnahe Kalk-Trockenrasen und deren Verbuschungsstadien (Festuco-Brometalia)                                  | Kalk-Magerrasen                                              |
| 6230    | * | Artenreiche montane Borstgrasrasen (und submontan auf den europäischen Festland) auf Silikatböden               | Artenreiche Borstgrasrasen*                                  |
| 6410    |   | Pfeifengraswiesen auf kalkreichem Boden, torfigen und tonig-schluffigen Böden (Molinion caeruleae)              | Pfeifengraswiesen                                            |
| 6430    |   | Feuchte Hochstaudenfluren der planaren und montanen bis alpinen Stufe                                           | Feuchte Hochstaudenfluren                                    |
| 6510    |   | Magere Flachland-Mähwiesen (Alopecurus pratensis, Sanguisorba officinalis)                                      | Magere Flachland-Mähwiesen                                   |
| 7110    | * | Lebende Hochmoore                                                                                               | Naturnahe Hochmoore                                          |
| 7120    |   | Noch renaturierungsfähige degradierte Hochmoore                                                                 | Geschädigte Hochmoore                                        |
| 7140    |   | Übergangs- und Schwingrasenmoore                                                                                | Übergangs- und Schwingrasenmoore                             |
| 7150    |   | Torfmoor-Schlenken (Rhynchosporion)                                                                             | Torfmoor-Schlenken                                           |
| 7210    | * | Kalkreiche Sümpfe mit Cladium mariscus und Arten des Caricion davallianae                                       | Kalkreiche Sümpfe mit Schneidried                            |
| 7220    | * | Kalktuffquellen (Cratoneurion)                                                                                  | Kalktuffquellen                                              |
| 7230    |   | Kalkreiche Niedermoore                                                                                          | Kalkreiche Niedermoore                                       |
| 91D0    | * | Moorwälder | Moorwälder                                                   |
| 91E0    | * | Auen-Wälder mit Alnus glutinosa und Fraxinus excelsior (Alno-Padion, Alnion incanae, Salicion albae)            | Auenwälder mit Erle, Esche, Weide                            |
| 9410    |   | Montane bis alpine bodensaure Fichtenwälder (Vaccinio-Piceetea)                                                 | Bodensaure Nadelwälder                                       |

### Arteninventar
Folgende Arten von gemeinschaftlichem Interesse kommen im Gebiet vor:
| Bild                                  | EU Code | * | Art                                   | wissenschaftlicher Name  | Artengruppe    |
| ------------------------------------- | ------- | - | ------------------------------------- | ------------------------ | -------------- |
| Vierzähnige Windelschnecke            | 1013    |   | Vierzähnige Windelschnecke            | Vertigo geyeri           | Schnecken      |
| Schmale Windelschnecke                | 1014    |   | Schmale Windelschnecke                | Vertigo angustior        | Schnecken      |
| Große Moosjungfer                     | 1042    |   | Große Moosjungfer                     | Leucorrhinia pectoralis  | Libellen       |
| Goldener Scheckenfalter               | 1065    |   | Goldener Scheckenfalter               | Euphydryas aurinia       | Schmetterlinge |
| Schmalbindiger Breitflügel-Tauchkäfer | 1082    |   | Schmalbindiger Breitflügel-Tauchkäfer | Graphoderus bilineatus   | Käfer          |
| Kammmolch                             | 1166    |   | Kammmolch                             | Triturus cristatus       | Amphibien      |
| Biber                                 | 1337    |   | Biber                                 | Castor fiber             | Säugetiere     |
| Firnisglänzendes Sichelmoos           | 1381    |   | Firnisglänzendes Sichelmoos           | Drepanocladus vernicosus | Moose          |
| Sumpf-Glanzkraut                      | 1903    |   | Sumpf-Glanzkraut                      | Liparis loeselii         | Pflanzen       |

### Zusammenhängende Schutzgebiete
Folgende Naturschutzgebiete sind Bestandteil des FFH-Gebiets:
- Rimpacher Moos-Weites Ried
- Taufach- und Fetzachmoos mit Urseen
- Badsee